# Уїздці (Рівненський район)
Уї́здці — село в Україні, у Рівненськомуу районі Рівненської області. Населення становить ▼807 осіб. Село у складі Здовбицької сільської громади, раніше було центром однойменної сільради.

## Географія
У селі бере початок річка Безодня.

## Історія
У 1906 році село Мізоцької волості Дубенського повіту Волинської губернії. Відстань від повітового міста 32 верст, від волості 7. Дворів 69, мешканців 624.

7 серпня 2016 року архієпископ Рівненський і Острозький Іларіон звершив чин оновлення Свято-Троїцького храму села Уїздці, котрий перебуває у використанні релігійної громади Свято-Троїцької парафії УПЦ КП (номер юридичної особи 13975105). 8 листопада 2017 року в Уїздцях освятили другий храм, котрий збудувала для себе Свято-Троїцька громада УПЦ МП (номер юридичної особи 39018151).

## Населення
Згідно з переписом УРСР 1989 року чисельність наявного населення села становила 963 особи, з яких 441 чоловік та 522 жінки.
За переписом населення України 2001 року в селі мешкали 872 особи.

### Мова
Розподіл населення за рідною мовою за даними перепису 2001 року:
| Мова            | Кількість | Відсоток |
| --------------- | --------- | -------- |
| українська      | 869       | 99.43%   |
| російська       | 2         | 0.23%    |
| білоруська      | 2         | 0.23%    |
| інші/не вказали | 1         | 0.11%    |
| Усього          | 874       | 100%     |

## Відомі люди
- Кухарчук Яків Федорович — сотник Дієвої Армії УНР.
- Коренюк Василь (псевдо «Палій», «Модест») — член проводу ОУН(б) на ПЗУЗ, відповідальний співробітник референтури СБ проводу на ПЗУЗ.
- Шолудько Олександр Михайлович (1988—2015) — солдат ЗСУ, учасник російсько-української війни.